# Exekvering (juridik)
Att exekvera är det samma som att utföra, genomföra eller verkställa. Inom juridiken används termen exekvera i betydelsen verkställa något, i allmänhet en domstols dom eller beslut. Att domstolens avgörande verkställs innebär att det genomdrivs, om nödvändigt med tvångsmedel, till exempel med hjälp av kronofogdemyndighet eller polis.